# Еламська мова
Ела́мська мова — мова еламітів, поширена на території Еламу, як мінімум, в III—I тис. до н. е. Була ізолятом, але існують гіпотези про спорідненість з дравидськими або афразійськими мовами. Спочатку записувалась оригінальною писемністю, згодом — клинописом. Вважається, що еламська мова вимерла до IV століття до н. е., але, можливо, й зберігалась до Середньовіччя.
За граматичною будовою еламська мова аглютинативна й ергативна. Звичайний порядок слів — SOV (підмет — додаток — присудок).

## Щодо назви
Самі еламіти називали Елам Ḫa-tam₅-ti або Ḫal-tam₅-ti, що, певне, походить від слова hal «земля». У вавилонських текстах ця назва передавалася як ᴷᵁᴿe-lam-mat. Стародавні перси називали Елам (h)ūja, (h)ūvja, звідки походить назва Хузестан. У науковий оборот назва «еламська мова» увійшла зі шумерських й акадських текстів (шум. eme Elama). Раніше використовувалися також назви «сузька», «анзанська», «ахеменідська мова другого роду», «туранська», «мідійська», «скіфська».

## Питання класифікації

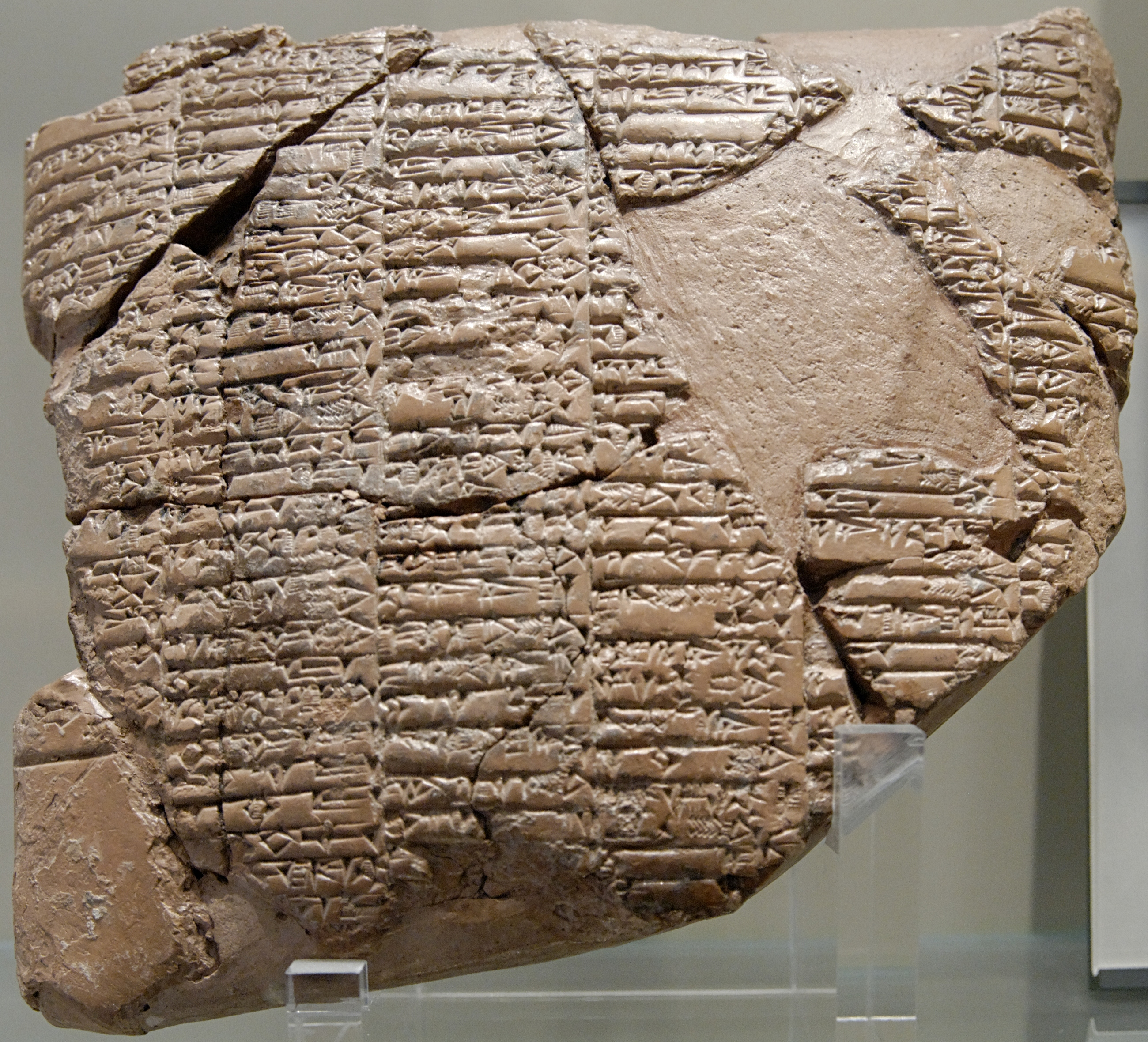
Найдавніший текст Еламською мовою: договір між Нарам-Суеном і Хітою

Еламська мова є ізолятом, існують гіпотези про її спорідненість з дравидськими (висунута в 1856 р Р. Колдуеллом) або афразійськими мовами (висунута в 1992 р В. Блажек). Г. С. Старостін на підставі лексико-статистичних підрахунків висунув припущення, що еламська є «мостом» між ностратичними і афразійськими мовами, будучи поряд з праностратичною і праафразійською мовами нащадком праєвразійської мови.
Були також різні спроби порівняння з уральськими, алтайськими, хуритською, каситськими, мідійськими та кавказькими мовами, але вони або ненаукові, або непереконливі.

## Лінгвогеографія
Поширення

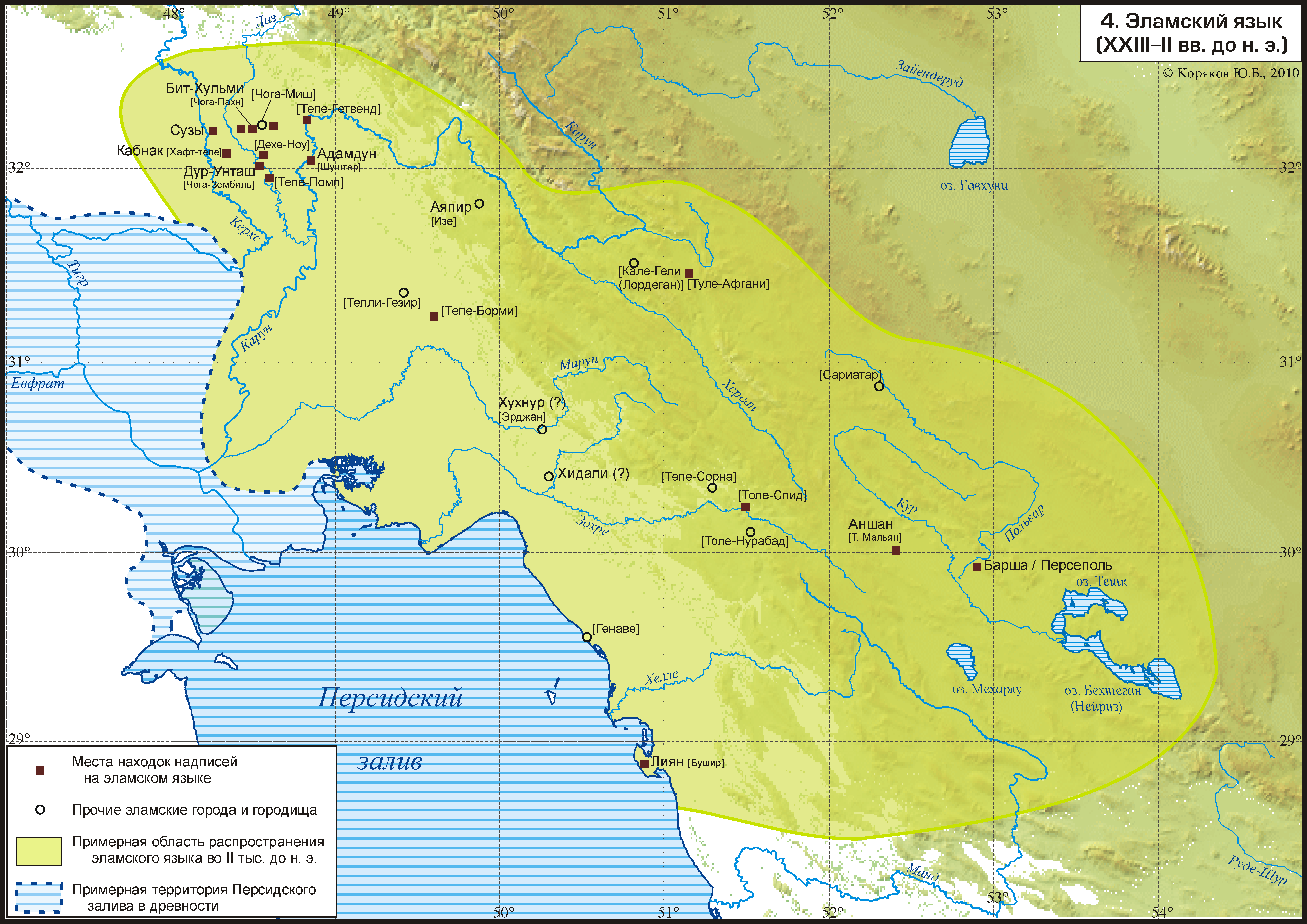
Область поширення еламської мови

Еламіти населяли південь і південний захід сучасного Ірану (Хузестан і Фарс).
Говори
В силу нестатку збереженого матеріалу виявити діалектне членування еламської мови неможливо. Проте існують підстави вважати, що в основу еламської мови ахменідської епохи ліг інший говір, ніж той, що засвідчено за середньоламської доби.

## Писемність

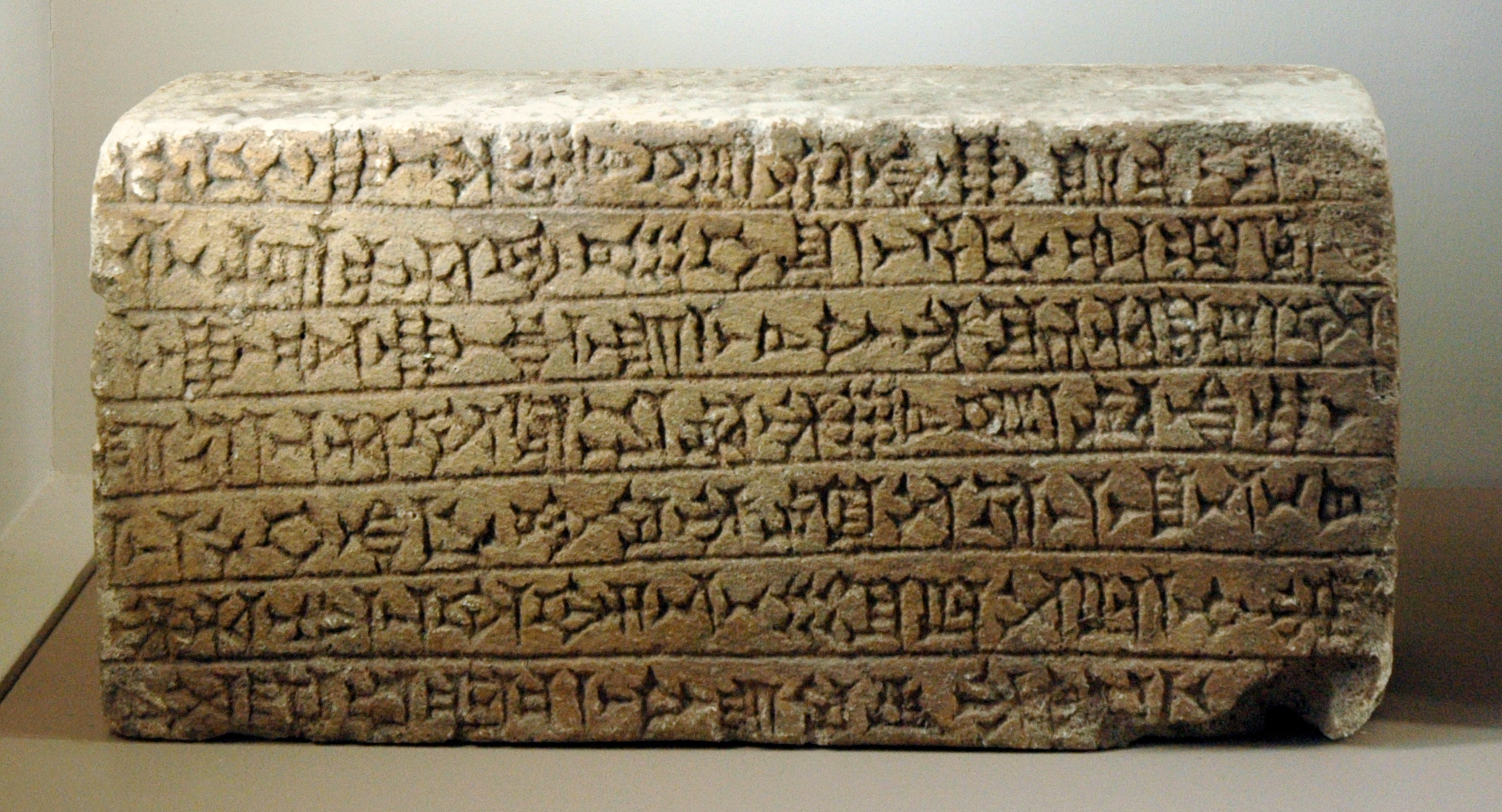
Зразок Еламського клинопису

На території поширення еламської мови засвідчено три види писемності:
- протоеламське письмо — збереглося близько 1600 текстів, висхідних до епохи близько 3100-2900 рр. до н. е., мало піктографічний характер, не дешифровано, тому невідомо, чи була мова цих написів еламською;
- лінійне еламське письмо — розвинулося з протоеламского до XXIII в. до н. е, зафіксовано у вигляді 19 написів (10 вибито на камені, 7 видавлено на глині, 1 видряпана на штукатурці, 1 викарбувано на сріблі), носило фонетичний характер з вкрапленнями логограм. Близько 10 знаків були дешифровані у першій половині 20 ст, але далі дешифровка довго не просувалася. У 2020 г. з'явилися публікації про його дешифровку, схвально сприйняті лінгвістами;
- клинопис  (на базі аккадського) — повністю витісняє лінійне еламське письмо починаючи з близько 2200 р. до н. е.

Еламський клинопис використовував близько 140 знаків. У ахеменідську епоху кількість знаків зменшилася до 113 (з них 25 — логограми).
Еламський клинопис включав як фонетичні знаки, так і детермінативи та логограми, що виражали тільки значення кореня, дійшовши з шумерської (шумерограми) мови, а також цифри. Аккадограми відсутні, хоча запозичення з аккадської в еламському є. Фонетичні знаки є силабограмами структури V, CV, VC і CVC (де C — приголосний, а V — голосний). Писали зліва направо та зверху вниз. Поділ на слова був відсутній.
У латинській транслітерації логограми передаються великими літерами, детермінативи пишуться над рядком, а фонетичні знаки — малими літерами, при цьому склади відокремлюються один від одного дефісом.

## Історія мови
```
Щодо мови їхньої (мешканців Хузістану),
то простий народ їхній говорить по-перськи
і по-арабськи, але в них є інша мова,
хузійська, не тотожня ні з єврейською,
ні з сирійською, ані з перською

```

Історію еламської мови ділять на чотири періоди:
- староеламський (2600—1500 рр. до н. е.);
- середньоеламський (1500—1000 рр. до н. е.);
- новоеламський (1000—550 рр. до н. е);
- ахеменідський (550—330 рр. до н. е).

Починаючи з рубежу II і II тисячоліть до н. е. носії іранських мов починають тіснити еламітів. Після завоювання Еламу Імперією Ахеменідів VI століття до н. е. давньоперська мова витісняє еламську, яка зберігається у вживанні ще принаймні два століття, можливо, довше. Так, арабський географ Істахрі в «Книзі шляхів і країн» (X ст. н. е.) Згадує, що в провінції Хузистан окрім арабською і перською населення говорило також хузійською мовою. Залишається невідомим, чи крилася під цією назвою еламська мова або одна з іранських.
Величина корпусу — 20 000 табличок і їхні уламки; більшість відноситься до ахеменідської епохи, це переважно господарські записи.

## Лінгвістична характеристика

### Фонетика і фонологія

#### Голосні
Можна не сумніватися, що в еламській були голосні a, i і u, можливо, також e та o. Дифтонгів і протиставлення по довготі-стислості не було.

#### Приголосні
Приголосні не протиставлялися за ознакою глухості-дзвінкості. На це вказують передача запозичень і вживання клинописних знаків для глухих і дзвінких без особливої різниці. У той же час еламські писарі використовували такий прийом, як подвоєння приголосних, що, на думку Е. Райнера, відображало протиставлення напружених і ненапружених проривних.
Еламські приголосні:
| За способом утворення | За способом утворення | За місцем утворення | За місцем утворення | За місцем утворення | За місцем утворення | За місцем утворення | За місцем утворення |
| За способом утворення | За способом утворення | Губно-губні         | Губно-зубні         | Зубні               | Середньоязикові     | Задньоязикові       | Гортанні            |
| --------------------- | --------------------- | ------------------- | ------------------- | ------------------- | ------------------- | ------------------- | ------------------- |
| Шумні                 | Проривні              | b/p                 |                     | d/t                 |                     | g/k                 |                     |
| Шумні                 | Проривні              | pp                  |                     | tt                  |                     | kk                  |                     |
| Шумні                 | Африкати              |                     |                     | ʒ/c                 |                     |                     |                     |
| Шумні                 | Щілинні               |                     | v/f                 | z/s zz              | (ž/š šš)            |                     | h                   |
| Сонорні               | Носові                | m mm                |                     | n nn                |                     |                     |                     |
| Сонорні               | Бокові                |                     |                     | l ll                |                     |                     |                     |
| Сонорні               | Дрижачі               |                     |                     | r rr                |                     |                     |                     |
| Сонорні               | Апроксиманти          |                     |                     |                     | j                   |                     |                     |

#### Просодія
Непрямі дані дозволяють припустити, що наголос в еламській був, ймовірно, ініційним (ставився на перший склад слова).

### Морфологія

#### Іменник
Іменник розрізняє категорії числа (однина і множина) та іменного класу (одухотворений або активний і неживий або інактивність). Показником одухотвореного в однині був -r (sunkir «цар»), у множині -p (sunkip «царі»), а неживого класу — -me (sunkime «царство»).
Іменники узгоджувалися з дієсловоом в особі:
| Особа                       | Прирорсток | Приклад | Переклад     |
| --------------------------- | ---------- | ------- | ------------ |
| 1-ша особа (локутив)        | -k         | sunki-k | «я, цар»     |
| 2-га особа (аллокутив)      | -t         | sunki-t | «ти, цар»    |
| 3-тя особа (делокутив) одн. | -r         | sunki-r | «він, цар»   |
| 3-тя особа (делокутив) мн.  | -p         | sunki-p | «вони, царі» |

Відмінкової системи з самого початку не існувало, проте в ахеменідській еламській іменники доповнювалися енклітиками, що мали відмінкове значення.

#### Числівники
Оскільки числівники завжди записувалися цифрами, їхня вимова невідомо. Винятком є тільки ki(r) «один», mar «два», ziti «три». Порядкові утворювалися від кількісних за допомогою форманта -ummemana і -edana.

#### Займенники
Серед займенників виділяють особові, присвійні, вказівні, анафоричні, питальні, невизначені, відносні, поворотні, означальні, видільні та емфатичні.
Особові займенники:
|      | староеламська | середньоеламська | ахеменідська |
| ---- | ------------- | ---------------- | ------------ |
| «я»  | u             | u                | u            |
| «ти» | ni            | ni/nu            | nu           |
| «ми» | nika          | nika             | nuku         |
| «ви» | num(i)        | num(i)           | num(i)       |

Як займенник третьої особи використовувалися вказівні займенники.
Вказівні займенники розрізняли два ступені віддаленості: hu/hi/i «цей», ap/api «ці», hupe «той, ті».

#### Дієслово
Категорія часу у дієслова виражалася в протиставленні минулого і непройшовшого часів.
Виділяють три відмінювання: відмінювання перехідних дієслів в минулому часі (I відмінювання), неперехідних дієслів у минулому часі (II відмінювання) і відмінювання теперішнього часу (III відмінювання).
Способів дієслова було чотири: дійсний, наказовий, бажальний і заборонний. У значенні наказового способу використовувалися форми другої особи однини дійсного способу (hapti «чуєш», «почуй(те)»). В ахменідську добу імператив став висловлюватися основою дієслова з факультативним додаванням суфікса -š (mida «піди», halpiš «порази»). Заборонний спосіб виражався поєднанням форм III відмінювання з часткою ani/anu, іноді I відмінювання з часткою ni. Бажальний спосіб виражався поєднаннями форм I або II відмінювання з частинкою -en/-ni/-na (huttahši-ni «нехай вони зроблять»).
З безособових форм дієслово мав форми інфінітиву (утворювався за допомогою форманта -n(a)), активно-транзитивного дієприкметника (збігався з чистою основою дієслова) та пасивно-нетранзитивного дієприкметника минулого часу (утворювався за допомогою форманта -k).
Суфікси у дієслівній формі розташовувалися у певному порядку:

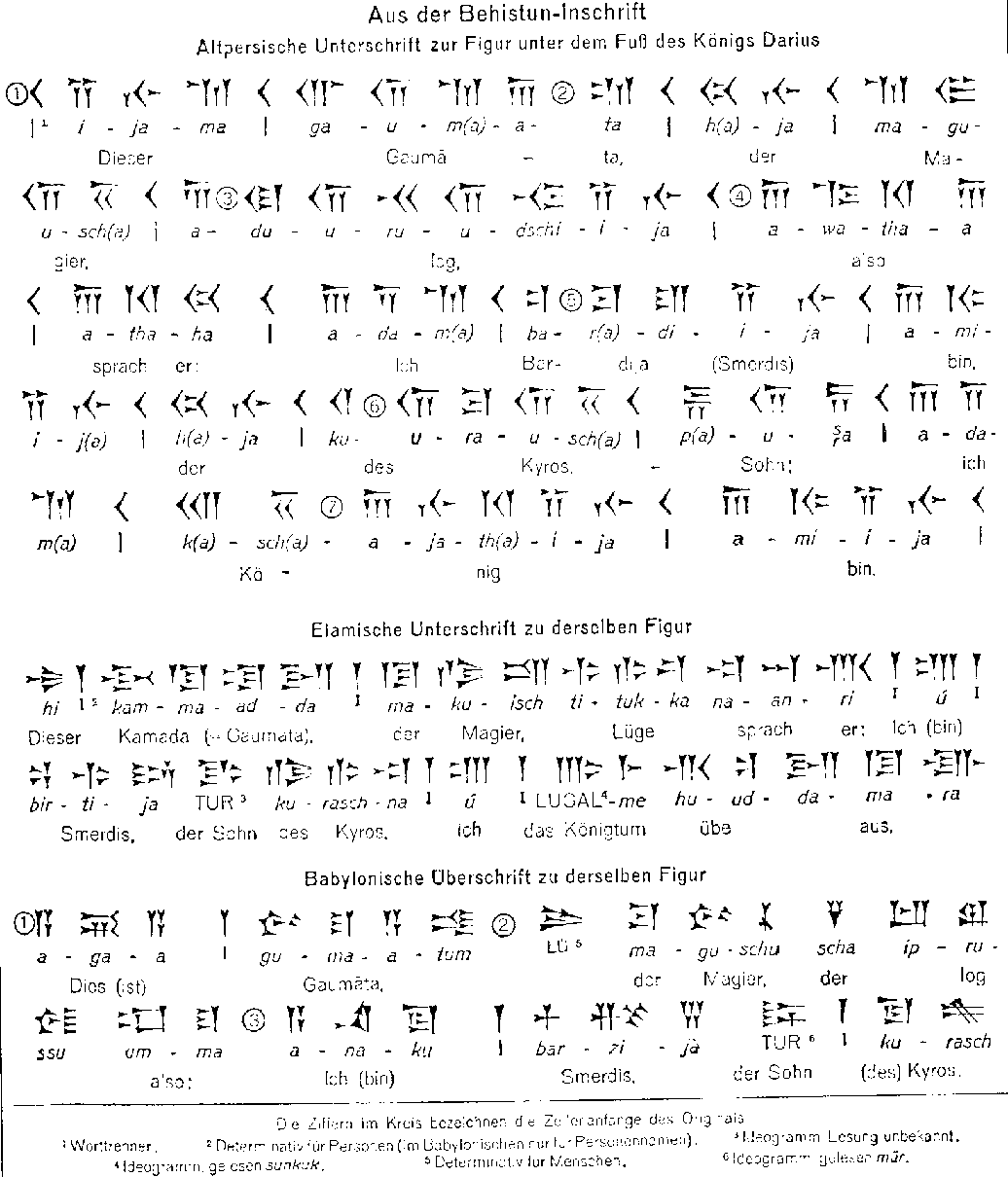
Зіставлення еламського клинопису Бегістунського напису з давньоперсидської і вавилонської: «Це Ґаумата, чародій. Він брехав, кажучи: „Я Смердіс, син Кіра, я цар.“»

| Положення | Морфема                                  |
| --------- | ---------------------------------------- |
| 1         | основа                                   |
| 2         | суфікс прямого об'єкта чи суб'єкта стану |
| 3         | суфікс виду                              |
| 4         | суфікс дієприкметника                    |
| 5         | показник особи суб'єкта дії чи стану     |
| 6         | суфікс способу                           |

### Синтаксис
Еламська була мовою з розщепленою ергативністю.
Звичайний порядок слів — SOV (підмет — додаток — присудок). Визначальне слово ставилося після визначного (ruhur rišarra «велика людина», дослівно: «людина велика»).

### Лексика
В еламській є багато аккадських запозичень (зокрема шумеризмів, які пройшли через аккадське посередництво), наприклад, zubar «мідь» < акк. siparru < шум. zabar. За ахеменідський період до еламської мови потрапило багато запозичень з давньоперської, як-то baziš «податок, данина» < bāziš.

## Історія вивчення
Початок вивченню еламської мови було покладено розшифровкою XIX століття Бегістунського напису. Піонерами дослідження еламської мови були Ф. Вайсбах, Ф. Борк і Г. Хюзінґ, в більш пізній час еламською займалися В. фон Бранденштейн, Й. Фрідріх, В. Хінц і Р. Лабате. Корпуси текстів становили Ф. В. Кеніґ, М.-Ж. Стевія, Ф. Мальбран-Лабан, Дж. Камерон і Д. Хеллок. Словник еламської мови було створено В. Хінце і Х. Кохом. Описи граматики було зроблено Р. Дабатом, Х. Х. Пейпером, Е. Райнером, І. М. Дьяконовим, Ф. Ґрійо-Сусіні, М. Л. Хачикяном і М. Столпером. У СРСР еламською мовою також займався Ю. Б. Юсіфов.